# Carlos Chagas
För andra betydelser, se Carlos Chagas (olika betydelser).
Carlos Ribeiro Justiniano Chagas, född 9 juli 1879 i Oliveira, Minas Gerais, död 8 november 1934, Rio de Janeiro, var en brasiliansk läkare.
Under åren 1897 till 1902 studerade han medicin i Rio de Janeiro. 1920 till 1924 var han chef för Brasiliens hälsodepartement. Från 1922 fram till sin död var han professor i tropikmedicin vid universitetet i Rio de Janeiro.
Chagas var en pionjär då det gällde att använda insektsmedel för att rå på malaria, han var också den förste brasilian som utsågs till hedersdoktor vid Harvard university. Han har givit namn åt Chagas sjukdom.
Asteroiden 9483 Chagas är uppkallad efter honom.